# Acanthochitona jucunda
Acanthochitona jucunda is een keverslakkensoort uit de familie van de Acanthochitonidae. De wetenschappelijke naam van de soort is voor het eerst geldig gepubliceerd in 1882 door Rochebrune.